# Karoo
Karoo er en region i Sydafrika. Det er et meget tørt område.
- Laingsburg
- Laingsburg
- Laingsburg
- Laingsburg
- Laingsburg
- Willowmore
- Willowmore